# Sukiya

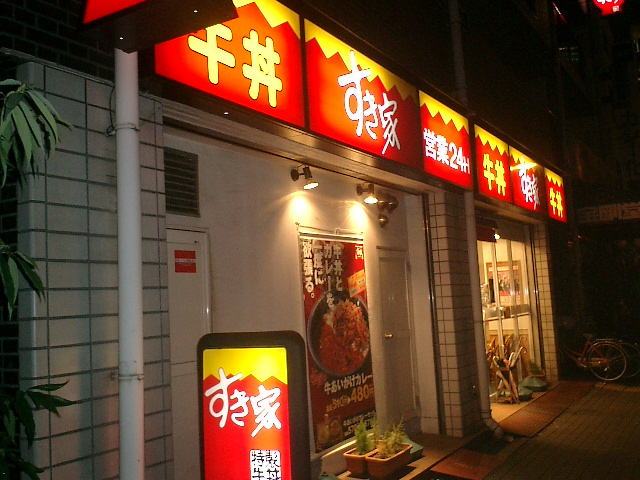
Sukiya-restaurang.

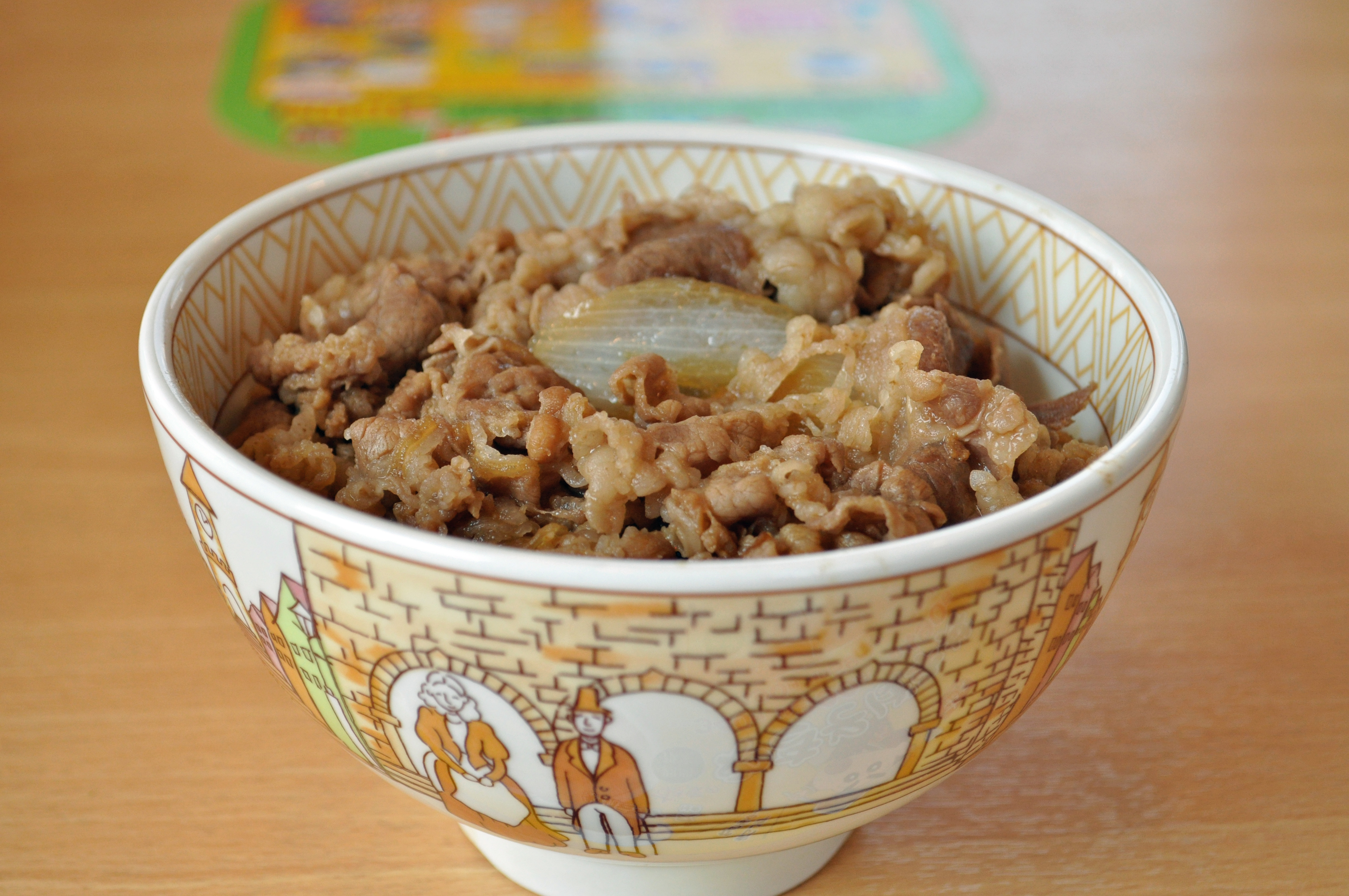
Gyūdon

Sukiya-restaurangerna (すき家) är en kedja som serverar mat. Sin största marknad har de i Japan, men de finns även i Kina och Brasilien.  Den mat de serverar är Gyūdon (japanska: 牛丼) som är (biff-)kött med lök och ris och andra liknande Donburirätter. Rätter, följer som regel konceptet ris-kött-sås. De har ofta öppet under stora delar av dygnet och rätterna de serverar anses enkla och billiga (ca 45 kr). Företagets slogan är ungefär "Spara tid och pengar". Största konkurrenten är Yoshinoya. Totalt har företaget mer än 1 700 restauranger 
Kedjans ägare Zensho Co., Ltd finns noterat på Tokyobörsen. 